# Kofyar jezik
Kofyar jezik (ISO 639-3: kwl), afrazijski jezik uže zapadnočadske skupine kojim govori oko 110 000 ljudi (2000) u nigerijskim državama Plateau (u LGA Qua’an Pan i Mangu) i Nassarawa (LGA Lafia).
Kofyar pripada užoj skupini angas-gerka i podskupini pravih angas jezika. Ima brojne dijalekte: kofyar (kwong), kwagallak (kwa’alang, kwalla), dimmuk (dimuk, doemak), mirriam (mernyang), bwol (bwal, mbol), gworam (giverom, goram) i jipal (jepel, jepal, jibyal).

## Vanjske poveznice
- Ethnologue (14th)
- Ethnologue (15th)